# Christian Frederik Beck

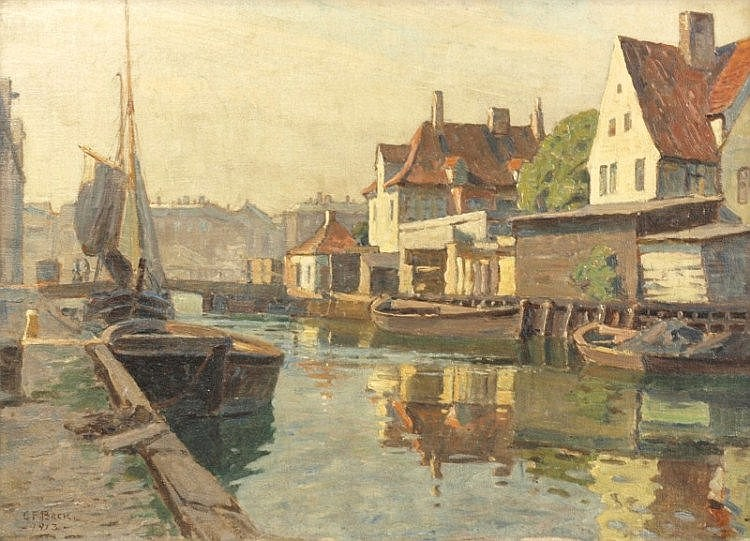
Stadt (1913); Öl auf Leinwand

Christian Frederik Beck (* 14. März 1876 in Kopenhagen; † 26. Dezember 1954 in Kopenhagen) war dänischer Landschafts- und Architekturmaler.
Der Künstler wurde an der Königlichen Kunstakademie Kopenhagen ausgebildet. Beck bereiste Europa und besuchte von 1908 bis 1920 Italien, 1913 die Niederlande und von 1922 bis 1937 Deutschland.
Der Maler war aktiv als Künstler und Vorstandsmitglied in der Nationalen Malervereinigung Dänemarks. Weiterhin war er Mitglied des Charlottenborg-Komitees, des Rates der Akademie und der Künstlervereinigung (Kunstforeningen) Dänemarks. Er liegt auf dem Assistenzfriedhof im Kopenhagener Stadtteil Nørrebro begraben.

## Ausstellungen
- Charlottenborg: 1896–1955
- Die Herbstausstellung der Künstler (Kunstnernes Efteraarsudstilling): 1904–1911
- Künstlervereinigung: 1923–1952
- Vereinigung der nationalen Künste: 1926–1955.